# Só Track Boa
Só Track Boa é uma gravadora,marca de roupas e produtora de festivais fundada no ano de 2015 por Vintage Culture e Henrique Vaz em Curitiba, Paraná. A Só Track Boa, carinhosamente apelidada como encontro da #Saudadis, se tornou o maior núcleo de experiência e entretenimento voltado para música eletrônica da América Latina, realizando anualmente mais de 20 eventos e recebendo mais de 180.000 pessoas em todo território nacional.

## História
"O Só Track Boa começou junto com alguns amigos de Curitiba, meio que numa ideia de ser um portal orientado pra música, lançando podcasts, faixas (gravadora) e como uma plataforma aberta, um fórum pra quem quisesse participar, discutir, agregar, sempre com foco na música. Daí o nome pegou e virou uma febre, talvez porque represente bem a essência da nossa cena atual, irreverente, com muitos artistas locais fazendo um trabalho legal, relevante, além de ser uma iniciativa plural, democrática, que não se prende a bairrismos, a ideia é agregar e agregar, sempre" diz Vintage ao Music Non Stop.
Vintage simpatizou com o termo e transformou o nome em uma gravadora, uma marca de roupa e a festa, que a princípio era feita em clubes. A produção cresceu e hoje é realizada em todo o Brasil num formato de festival. Após algumas festas em Curitiba, o selo ganhou tanta força que começou a fazer parte da agência Entourage. 
No dia 19 de dezembro de 2015, a Só Track Boa fez uma edição especial de fim de ano na Pedreira Paulo Leminski em Curitiba. O festival de música eletrônica, que tem apoio da RPC, fechou a temporada de grandes festivais na cidade. As pick-ups foram comandadas por Vintage Culture, Lazy Bear, Victor Ruiz AV Any Mello, Tube & Berger, RDB, Bry Ortega, Roger Thiago e Chemical Surf. 
O núcleo de música eletrônica responsável por festivais, festas, marca de roupas e gravadora, Só Track Boa, anunciou um projeto para arrecadar fundos e juntar forças para combater o avanço do novo coronavírus em 2020. Com um crowdfunding, o projeto “Só Track Doa” pretende doar itens de limpeza, higiene pessoal e alimentação para instituições que atendem a população mais carente.
“Nesta primeira fase, vamos auxiliar Centros Temporários de Acolhimento (CTA), que recebem diariamente pessoas em situação de rua e ONGs que atendem moradores de comunidades carentes, distribuindo suprimentos básicos – alimentação, higiene pessoal, limpeza – e o que mais estiver ao nosso alcance para que estas instituições possam manter seus trabalhos, cuidar da saúde do público atendido e seguir os protocolos de combate ao vírus”, diz um anúncio nas redes sociais. 
O projeto recebeu o apoio de grandes nomes da música eletrônica nacional, como o Vintage Culture, e de casas reconhecidas mundialmente, como a Green Valley. Em menos de 24 horas, o “Só Track Doa” arrecadou mais de R$ 185 mil, o equivalente a quase 40% da meta estabelecida pelo projeto.
Durante a pandemia de COVID-19, a Só Track Boa tem crescido bastante no Brasil, tendo apresentado uma estrutura semelhante a de festivais internacionais. A Só Track Boa, realizou uma edição em 2021 a bordo do MSC Preziosa, no dia 31 de março, a equipe deu o primeiro spoiler sobre algo grandioso que iria acontecer no ano de 2022. Mas eles disseram que não passou de uma brincadeira e que ocorreria em 2021 mesmo. O festival durou três dias e três noites, em um navio pela costa brasileira, saindo do porto de Santos, em São Paulo no dia 31 de maio e passando por alguns destinos. No dia 15 de agosto de 2021, enquanto estava em turnê nos Estados Unidos, ele apresentou o festival Só Track Boa na cidade de Nova Iorque. Em suas redes sociais, Vintage anunciou que o evento esgotou os ingressos e disse: "De todos os lugares no mundo, fora do Brasil, que poderiam sediar a primeira edição com capacidade para milhares de pessoas do Só Track Boa, nunca houve dúvida de que seria Nova York. E de todos os especiais locais na cidade, tinha que ser no Brooklyn Mirage. Mas o mais emocionante é que no domingo eu poderei mostrar o meu coração a 5 mil de vocês em um extended set muito especial e repleto de tracks antigas favoritas, grandes inspirações e todas as músicas inéditas nas quais tenho tanto trabalhado."